# Liste der Einträge im National Register of Historic Places im Weston County

Lage des Weston County in Wyoming

Die Liste der Einträge im National Register of Historic Places im Weston County in Wyoming führt alle Bauwerke und historischen Stätten im Weston County auf, die in das National Register of Historic Places aufgenommen wurden.

## Legende
| NRHP | Historic Place    |
| HD   | Historic District |

## Aktuelle Einträge
| [ 2 ] | Name                                       | Bild                                       | Eintragsdatum                 | Lage | Ort       | Beschreibung                                                                                  |
| ----- | ------------------------------------------ | ------------------------------------------ | ----------------------------- | --- | --------- | --------------------------------------------------------------------------------------------- |
| 1     | Cambria Casino                             | Cambria Casino                             | 18. Nov. 1980 ID-Nr. 80004058 | Nördlich von Newcastle 43° 57′ 20″ N, 104° 11′ 35″ W                                                                       | Newcastle | Auch bekannt als Flying V Guest Ranch, historisches Resort am westlichen Rand der Black Hills |
| 2     | Jenney Stockade Site                       | Jenney Stockade Site                       | 30. Sep. 1969 ID-Nr. 69000198 | Nahe dem U.S. Highway 16 43° 48′ 37″ N, 104° 6′ 48″ W                                                                      | Newcastle |                                                                                               |
| 3     | Newcastle Commercial District              | Newcastle Commercial District              | 21. Apr. 2009 ID-Nr. 08001061 | Begrenzt durch die Schienen der Burlington Northern & Santa Fe Railroad und West Main Street 43° 51′ 15″ N, 104° 12′ 21″ W | Newcastle | Umfasst 23 Gebäude im Stadtkern von Newcastle                                                 |
| 4     | Newcastle Main Post Office                 | Newcastle Main Post Office                 | 19. Mai 1987 ID-Nr. 87000791  | West Main Street und Sumner Avenue 43° 51′ 19″ N, 104° 12′ 8″ W                                                            | Newcastle |                                                                                               |
| 5     | Weston County Courthouse                   | Weston County Courthouse                   | 1. Sep. 2001 ID-Nr. 01000930  | 1 West Main Street 43° 51′ 28″ N, 104° 12′ 9″ W                                                                            | Newcastle | Gerichtsgebäude im Beaux-Arts-Stil                                                            |
| 6     | Wyoming Army National Guard Cavalry Stable | Wyoming Army National Guard Cavalry Stable | 7. Juli 1994 ID-Nr. 94000680  | 401 Delaware Street 43° 50′ 57″ N, 104° 11′ 33″ W                                                                          | Newcastle |                                                                                               |

## Frühere Einträge
| [ 2 ] | Name           | Bild | Eintragsdatum                 | Lage                                               | Ort       | Beschreibung                                |
| ----- | -------------- | ---- | ----------------------------- | -------------------------------------------------- | --------- | ------------------------------------------- |
| 1     | Toomey's Mills |      | 13. Nov. 2008 ID-Nr. 08001062 | 500 West Main Street 43° 51′ 12″ N, 104° 12′ 29″ W | Newcastle | 2012 abgerissen, 2013 aus dem NRHP entfernt |